# Monopsis belliflora
Monopsis belliflora är en klockväxtart som beskrevs av Franz Elfried Wimmer. Monopsis belliflora ingår i släktet Monopsis och familjen klockväxter. Inga underarter finns listade i Catalogue of Life.